# ときわ病院 (大阪府)
医療法人常磐会 ときわ病院（いりょうほうじんときわかい ときわびょういん）は、かつて大阪府大阪市大正区小林西に存在した「医療法人 常磐会」が運営していた民間の病院。前身は1937年3月開業の医療法人仁成会 串田病院。地域密着型サービスを提供する中規模病院として機能していたが、再三にわたる経営悪化と従業員への給与未払い問題などにより2016年に倒産、閉院した。診療科は内科・外科・皮膚科・放射線科・リハビリテーション科・整形外科、58床の一般病床を備えていた。

## 沿革
1937年3月に前身である串田病院が設立。戦災による焼失など被害を受けるが、1974年1月には新病棟を完成させ、仁成会として法人化を果たす。2010年2月には医療法人常磐会に商号を変更し、ときわ病院に改称する。しかし診療報酬改訂などにより経営状況は悪化、2009年3月期の時点では連続赤字による債務超過状態となっていた。その後理事長が交代し一時的に黒字復帰したが、2015年3月期の決算では負債総額が8億329万円に上るなど再度経営が厳しい状況となった。さらに数千万円に及ぶ従業員への給与未払いの発生や無認可での再生医療の提供といった経営問題が露見し、2015年12月には入院病棟を閉鎖し外来診療のみの体制に変更、大半の看護師・事務員らが退職した。同時期に市税の滞納や不動産の差押さえなどによって資金の確保が難しくなり、2016年9月10日には外来診療を停止させ、閉院となった。この事実上の倒産に伴い、国が元従業員らの未払い賃金の一部を立て替える救済措置が取られた。

## 周辺施設
- 大正警察署 - 大正通を挟んで向かい側正面に位置。
- 大正消防署
- 昭和山（千島公園）